# Thomas Immoos
Thomas Immoos (* 15. September 1918 in Schwyz, Schweiz; † 20. Oktober 2001 in Immensee) war ein Schweizer römisch-katholischer Geistlicher, Missionar, Schriftsteller und Sinologe sowie Hochschullehrer für vergleichende Literatur mit den Spezialgebieten chinesische, deutsche und englische Literatur.

## Leben
Thomas Immoos trat der Missionsgesellschaft Bethlehem bei mit dem Ziel Priester zu werden. 1945 empfing er die Priesterweihe und entschied sich, in die Mission nach China zu gehen. Dazu studierte er von 1946 bis 1950 zunächst Sinologie und Englisch an der London University. Aufgrund der damaligen politischen Verhältnisse war ein Engagement in China nicht möglich und er kam 1951 auf Anforderung des Bischofs von Sendai, Michael Wasaburo Urakawa, nach Japan. Zunächst erlernte er die japanische Sprache und war bis 1958 in der Zentrale der Missionsgesellschaft Bethlehem in Morioka tätig. Er lehrte zudem an der Universität Iwate sowie der Universität Tōhoku und wurde 1958 zum ausserordentlichen Professor an der Sophia-Universität ernannt. 1959/1960 studierte er Germanistik an der Universität Zürich und promovierte über das Thema Friedrich Rückerts Aneignung des Schi-King (1962). Anschliessend kehrte er nach Tokio zurück und lehrte wieder an der Sophia-Universität. 1964 wurde er zum ordentlichen Professor ernannt.
Immoos wurde 1979 Direktor des Institutes für Orientalische Religionen. 1980 war er Gründungspräsident der japanischen C.-G.-Jung-Gesellschaft. 1984 war er unter anderem Gastprofessor an der Universität Wien. 1985 wurde er emeritiert.
Thomas Immoos lehrte neben Germanistik (vor allem österreichische und schweizerische Literatur) auch vergleichende Religionswissenschaft (mit Schwerpunkt Ostasiatische Religionen), Theatergeschichte, Sinologie und Theologie.
Er veröffentlichte zahlreiche wissenschaftliche Arbeiten, insbesondere zum Shintō und über das Kultische im japanischen Theater. Zudem verfasste er Essays, Erzählungen und Gedichtbände.

## Ehrungen
- Ehrenmitglied der katholischen Studentenverbindung AV Edo-Rhenania Tokio im CV (1966)
- Korrespondierendes Mitglied der Österreichischen Akademie der Wissenschaft
- Kulturpreis des Kantons Schwyz (1988)
- Vierte Klasse des japanischen Orden der Aufgehenden Sonne (1989)